# Vyjnytsia
Vyjnytsia (en ukrainien : Вижниця) ou Vijnitsa (en russe : Вижница ; en roumain : Vijniţa ; en allemand : Wischnitza ou Wiznitz ; en yiddish : וויזשניץ, Vijnitz) est une ville de l'oblast de Tchernivtsi, en Ukraine, et le centre administratif du raion de Vyjnytsia. Sa population s'élevait à 4 157 habitants en 2014, tous ukrainiens.

## Géographie
Située sur le versant nord-est des Carpates ukrainiennes, Vyjnytsia se trouve sur la rive droite de la rivière Tcheremoch, qui sépare historiquement la région historique de Boukovyne (à laquelle appartient la ville) de celle de Galicie (à laquelle appartient la commune urbaine voisine de Kouty, dans l'oblast d'Ivano-Frankivsk) sur la rive gauche. Vyjnytsia se trouve à 56 km à l'ouest de Tchernivtsi et à 458 km au sud-ouest de Kiev.

## Histoire
L'origine de Vyjnytsia est mal connue mais aussi loin que l'on remonte dans le passé, la vallée de la Tcheremoch a toujours été de culture et langue ukrainienne, plus exactement houtsoule, la variante montagnarde du peuple ukrainien. Vyjnytsia pourrait figurer pour la première fois dans une chronique ruthène de 1158 (son nom signifie « haute, élevée » en ruthène), mais selon d'autres sources, sa première mention se trouve dans un édit du voïvode Étienne III de Moldavie de 1501 (de 1359 à 1775, la ville était moldave). En 1776, Vyjnytsia devint une ville autrichienne et ensuite austro-hongroise de 1867 à 1918.
Les abus des fonctionnaires autrichiens provoquèrent des troubles au XIXe siècle et les Habsbourg durent réformer l'administration. En 1855, Vyjnitsia, centre d'un kreis (arrondissement autrichien), était une ville multiculturelle peuplée de Ruthènes, mais aussi de Moldaves, d'Autrichiens, de Juifs (comptant une importante dynastie hassidique) et de Polonais, tous attirés par l'industrie forestière ; Ruthènes et Moldaves étaient orthodoxes, Allemands et Polonais catholiques. Un chemin de fer à voie métrique la relia à Tchernivtsi pour y descendre les billes de bois et y transporter les bûcherons ; il est aujourd'hui abandonné.
La ville souffrit beaucoup de la Première Guerre mondiale. En 1918, elle fit brièvement partie de la république populaire d'Ukraine occidentale avant de se trouver roumaine, juste à la frontière polonaise, lorsque ces deux pays se partagèrent la vallée, le premier englobant la Boukovyne, le second la Galicie de 1918 à 1940. En 1940 Vyjnitsia fut rattachée à l'Union soviétique et attribuée à la République socialiste soviétique d'Ukraine, indépendante depuis 1991.

## Population
Recensements (*) ou estimations de la population :
| 1959* | 1970* | 1979* | 1989* | 2001* |
| ----- | ----- | ----- | ----- | ----- |
| 3 768 | 4 528 | 5 140 | 5 708 | 5 021 |

| 2010  | 2011  | 2012  | 2013  | 2014  |
| ----- | ----- | ----- | ----- | ----- |
| 4 365 | 4 285 | 4 230 | 4 207 | 4 157 |

## Personnalités nées à Vyjnytsia
- Dol Dauber (1894-1950), musicien tchécoslovaque.
- Robert Flinker (1906-1945), écrivain roumain.
- Josef Burg (1912-2009), écrivain.
- Otto Preminger (1906-1986), réalisateur américain.